# Corynespora leptoderridicola
Corynespora leptoderridicola är en svampart som beskrevs av Deighton & M.B. Ellis 1957. Corynespora leptoderridicola ingår i släktet Corynespora och familjen Corynesporascaceae.   Inga underarter finns listade i Catalogue of Life.